# Battenans-Varin
Battenans-Varin ist eine französische Gemeinde mit 79 Einwohnern (Stand: 1. Januar 2022) im Département Doubs in der Region Bourgogne-Franche-Comté.

## Geographie

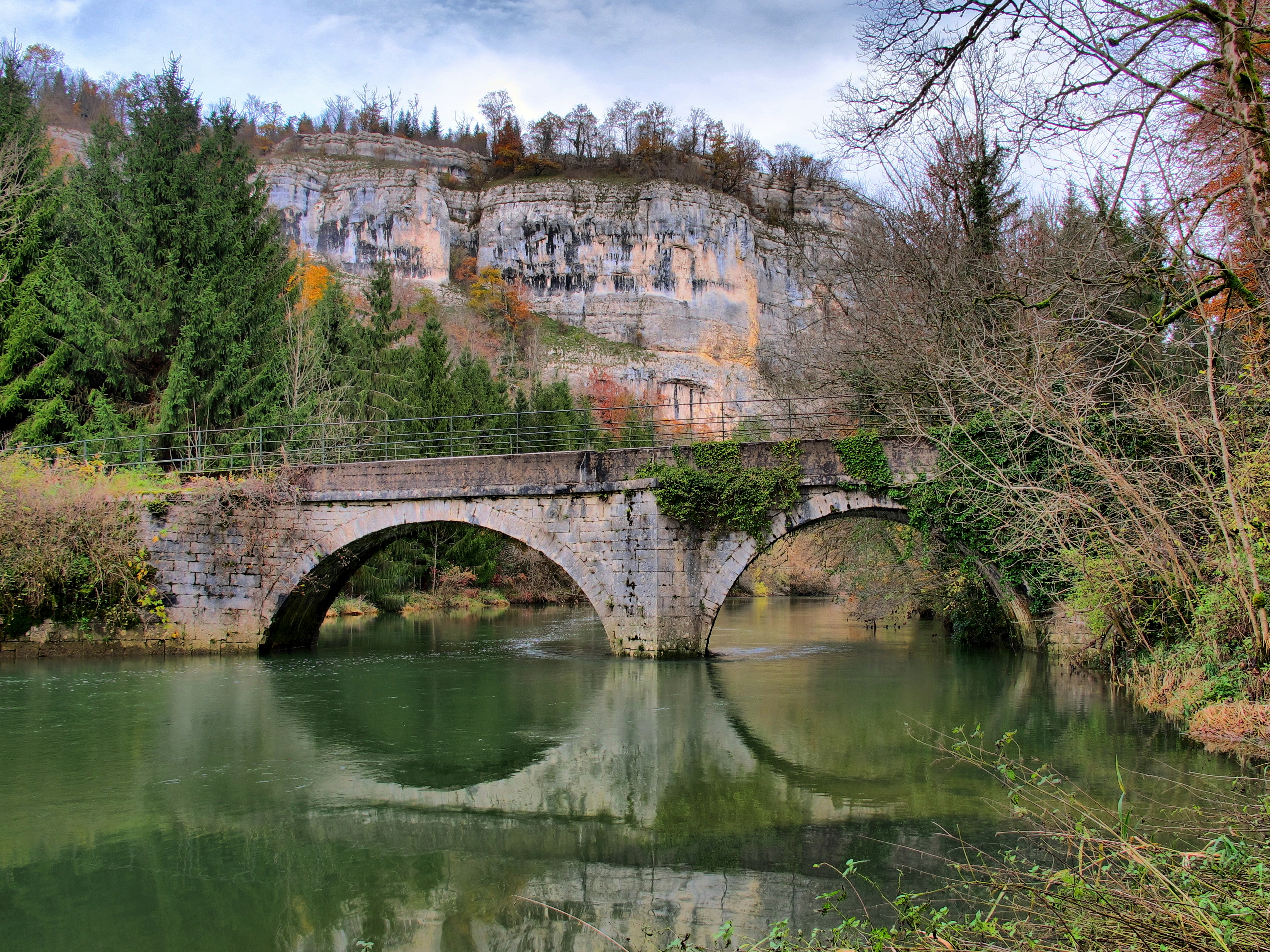
Brücke über den Dessoubre in Battenans-Varin

Battenans-Varin liegt auf 560 m, sieben Kilometer westlich von Maîche und etwa 30 km südlich der Stadt Montbéliard (Luftlinie). Die Doppelgemeinde erstreckt sich im Jura, auf einer Geländeterrasse am südöstlichen Talhang des Dessoubre, am Nordfuß des Mont de Vougney. Das Gemeindegebiet gehört zum Regionalen Naturpark Doubs-Horloger.
Die Fläche des 6,38 km² großen Gemeindegebiets umfasst einen Abschnitt des französischen Juras. Die westliche und nördliche Grenze verläuft entlang dem Dessoubre, der in gewundenem Lauf tief eingeschnitten in die umgebenden Jurahochplateaus nach Nordosten fließt. Die steilen Talhänge werden von Kalkfelsbändern durchzogen. Vom Flusslauf erstreckt sich das Gemeindeareal südostwärts über einen rund 100 m hohen Steilhang auf die Terrasse von Battenans. Diese Geländeterrasse wird von einem steilen, überwiegend bewaldeten und durchschnittlich 150 m hohen Hang überragt, der zur Hochfläche von Mont-de-Vougney überleitet. Mit 740 m wird hier die höchste Erhebung von Battenans-Varin erreicht. Die östliche Gemeindegrenze verläuft dabei meist oberhalb des Steilhangs, der an verschiedenen Orten von den Felsen einer widerstandsfähigen Kalksteinschicht gekrönt wird. 
Der südliche Teil des Gebietes umfasst den Einzugsbereich des Baches von Varin, der tief in die umgebenden Hochplateaus eingeschnitten ist. Er wird im Norden vom Vorsprung des Mont-de-Vougney, im Osten von den Höhen des Faux Verger und im Süden vom Mont Olivot eingegrenzt.
Die Gemeinde besteht aus den beiden Ortsteilen Battenans (560 m) auf der Terrasse und Varin (450 m) im Talkessel des Dorfbachs am Fuß des Mont de Vougney. Nachbargemeinden von Battenans-Varin sind Cour-Saint-Maurice im Norden, Orgeans-Blanchefontaine und Mont-de-Vougney im Osten, Saint-Julien-lès-Russey und Rosureux im Süden sowie Vaucluse im Westen.

## Geschichte
Im Mittelalter gehörten Battenans und Varin zur Herrschaft Saint-Julien. Zusammen mit der Franche-Comté gelangten beide Ortschaften mit dem Frieden von Nimwegen 1678 an Frankreich. Seit der Zeit der Französischen Revolution war Varin Teil der Gemeinde Battenans. Um eine Verwechslung mit anderen Gemeinden desselben Namens zu vermeiden, wurde Battenans im Jahr 1936 offiziell in Battenans-Varin umbenannt.

## Bevölkerung
| Jahr                       | 1962 | 1968 | 1975 | 1982 | 1990 | 1999 | 2006 | 2016 |
| Einwohner                  | 84   | 106  | 78   | 58   | 64   | 56   | 54   | 78   |
| Quellen: Cassini und INSEE |      |      |      |      |      |      |      |      |

Mit 79 Einwohnern (Stand 1. Januar 2022) gehört Battenans-Varin zu den kleinsten Gemeinden des Département Doubs. Nachdem die Einwohnerzahl in der ersten Hälfte des 20. Jahrhunderts markant abgenommen hatte (1891 wurden noch 250 Personen gezählt), wurden seit Beginn der 1980er Jahre ein leichtes Wachstum verzeichnet.

## Wirtschaft und Infrastruktur
Battenans-Varin war bis weit ins 20. Jahrhundert hinein ein vorwiegend durch die Landwirtschaft (Viehzucht und Milchwirtschaft, Acker- und Obstbau) geprägtes Dorf. Noch heute leben die Bewohner zur Hauptsache von der Tätigkeit im ersten Sektor. Außerhalb des primären Sektors gibt es nur sehr wenige Arbeitsplätze im Dorf. Einige Erwerbstätige sind auch Wegpendler, die in den umliegenden größeren Ortschaften ihrer Arbeit nachgehen.
Die Ortschaft liegt abseits der größeren Durchgangsstraßen. Die Hauptzufahrt erfolgt von der D39 (Straße durch das Dessoubre-Tal). Weitere Straßenverbindungen bestehen mit Orgeans und Mont-de-Vougney.